# Pircverdediging
Binnen het schaken is de Pircverdediging (uitgesproken "Piertsch”) een opening die te danken is aan de Joegoslavische schaker Vasja Pirc (1907-1980). De opening valt onder de halfopen spelen en valt onder ECO-code B07. De beginzetten zijn 1.e4 d6, gevolgd door d4 en Pf6 en Pc3 en g6. De Pircverdediging kan ook na 1.d4 bereikt worden, via 1.d4 d6 2.e4 Pf6 3.Pc3 g6.
De Russische grootmeester Ufimtsev heeft deze verdediging ook uitvoerig onderzocht; dit is de reden waarom deze opening ook wel de Ufimtsevverdediging wordt genoemd. De Russische schaker Aleksei Suetin loste dit op door in deel 13 van de Duitse openingsserie Moderne Eröffnungstheorie, te spreken van "Pirc-Ufimzew-Verteidigung" In de jaren zestig werd het zogenaamde Pirc-Robatschsysteem, ook wel de Moderne Verdediging genoemd, populair. De Oostenrijkse grootmeester Karl Robatsch (1928), speelde toen, wat men nu noemt, het Koningsfianchetto. De zet 3...g6 wordt gespeeld om de koningsloper naar veld g7 te spelen waardoor de opening enigszins lijkt op de Koningsindische opening. Het grote verschil met de Pirc is dat de ontwikkeling van het paard op g8 wordt uitgesteld, waardoor talloze varianten waarbij wit e4-e5 tot zijn beschikking heeft, wordt vermeden.
Viktor Kortsjnoj, Bobby Fischer en Veselin Topalov hebben de Pircverdediging gespeeld, vooral als verrassing.
| Pirc                                 | 1.e4 d6 2.d4 Pf6                                   |
| Ufimtsev                             | 1.e4 d6 2.d4 Pf6 3.Pc3 c6                          |
| Svesjnikov                           | 1.e4 d6 2.d4 Pf6 3.Pc3 g6 4.g3                     |
| Byrnevariant                         | 1.e4 d6 2.d4 Pf6 3.Pc3 g6 4.Lg5                    |
| Cholmovsysteem                       | 1.e4 d6 2.d4 Pf6 3.Pc3 g6 4.Lc4                    |
| Chinese variant                      | 1.e4 d6 2.d4 Pf6 3.Pc3 g6 4.Le2 Lg7 5.g4           |
| Mariotti of de Stormaanval           | 1.e4 d6 2.d4 Pf6 3.Pc3 g6 4.Le2 Lg7 5.h4           |
| twee paarden of de Klassieke variant | 1.e4 d6 2.d4 Pf6 3.Pc3 g6 4.Pf3 Lg7                |
| h3-systeem                           | 1.e4 d6 2.d4 Pf6 3.Pc3 g6 4.Pf3 Lg7 5.h3           |
| Le2-systeem                          | 1.e4 d6 2.d4 Pf6 3.Pc3 g6 4.Pf3 Lg7 5.Le2          |
| Oostenrijks                          | 1.e4 d6 2.d4 Pf6 3.Pc3 g6 4.f4 Lg7 5.Pf3 0-0 6.Ld3 |
| Drakenvariant                        | 1.e4 d6 2.d4 Pf6 3.Pc3 g6 4.f4 Lg7 5.Pf3 c5        |
| Ljubojevic                           | 1.e4 d6 2.d4 Pf6 3.Pc3 g6 4.f4 Lg7 5.Lc4           |

## Partij
Garry Kasparov – Veselin Topalov, Wijk aan Zee 1999: 1.e4 d6 2.d4 Pf6 3.Pc3 g6 4.Le3 Lg7 5.Dd2 c6 6.f3 b5 7.Pge2 Pbd7 8.Lh6 Lxh6 9.Dxh6 Lb7 10.a3 e5 11.0-0-0 De7 12.Kb1 a6 13.Pc1 0-0-0 14.Pb3 exd4 15.Txd4 c5 16.Td1 Pb6 17.g3 Kb8 18.Pa5 La8 19.Lh3 d5 20.Df4+ Ka7 21.The1 d4 22.Pd5 Pbxd5 23.exd5 Dd6 24.Txd4 cxd4 25.Te7+ Kb6 26.Dxd4+ Kxa5 27.b4+ Ka4 28.Dc3 Dxd5 29.Ta7 Lb7 30.Txb7 Dc4 31.Dxf6 Kxa3 32.Dxa6+ Kxb4 33.c3+ Kxc3 34.Da1+ Kd2 35.Db2+ Kd1 36.Lf1 Td2 37.Td7 Txd7 38.Lxc4 bxc4 9.Dxh8 Td3 40.Da8 c3 41.Da4+ Ke1 42.f4 f5 43.Kc1 Td2 44.Da7 1–0